# Palazzo Reale (Asinara)
Il Palazzo della Direzione della Stazione Sanitaria è un edificio storico di Porto Torres situato a Cala Reale, una località dell'Asinara. È stato costruito subito dopo l'espropriazione dell'isola e la contestuale cacciata degli abitanti, nel 1885, per l'istituzione di una struttura internazionale di quarantena. Oggi è sede del Parco e del Ministero dell'Ambiente.

## L'edificio
Edificio principale del complesso edilizio di Cala Reale, risulta essere l'edificio di maggior pregio dell'isola. Lo schema del complesso del Palazzo della Direzione della Stazione Sanitaria segue precise regole di simmetria: la scalinata e l'ingresso del palazzo infatti sono perfettamente allineati con il molo di attracco del porticciolo, di cui sono il naturale proseguimento.

## Storia
Nel corso degli eventi della Prima Guerra Mondiale, fu adibito a sede del Comando del Presidio militare dei campi di internamento dei prigionieri di guerra austroungarici nell'Isola.
L'isola ospitò oltre 40000 militari delle varie etnie dell'impero di Vienna dei quali circa un quarto morì per le malattie e per gli stenti. I resti di questi soldati riposano oggi nell'Ossario austro-ungarico dell'Asinara presso Campo Perdu.